# Ладински език (ибероромански)
 Тази статия е за еврейския език.  За ретороманския вижте ладински език (реторомански).  За техния прародител вижте латински език.
Ладинският, още шпаньолският или ладино (самоназвание: ladino или djudeo-espanyol), е романски език, произлязъл от староиспанския, говорен от сефарадските евреи, заселили се по света след изгонването им от Испания в 1492 година.
Като еврейски език, ладинският е повлиян значително от иврит и арамейски, както и от арабски, турски и в по-малка степен от гръцки, български и други, в зависимост от географското положение на говорещите го.
Подобно на много други еврейски езици, ладинският е заплашен от изчезване. Повечето говорещи ладино като майчин език са възрастни и след емиграцията на повечето в Израел, езикът не е предаден на следващите поколения. Езикът преживява леко възраждане в сефарадските общности, особено в музиката.

## Име
В Израел езикът е най-често наричан ладино (לאדינו), което произхожда етимологически от латински, макар много да смятат тази употреба за некоректна. Езикът също така е наричан юдеоиспански: judeo-espagnol, judeo-español, sefardi, djudio, dzhudezmo, judezmo, и spanyol или español sefardita; хакития (от арабското ħaka حكى) обозначава северноафриканския диалект, особено този в Мароко. Диалектът на Оран в Алжир се нарича тетуани, тъй като Оранските евреи идват главно от Тетуан. На иврит езикът се нарича спаньолит.
Според „Етнолог“:
| „ | Името 'Judezmo' се използва от еврейски лингвисти и турските и американските евреи; 'Judaeo-Spanish' от романските филолози; 'Ladino' от обикновените хора, особено в Израел; 'Hakitia' от мароканските евреи, 'Spanyol' от някои други. | “ |

Произходът на името ladino е сложен. В периода преди изгонването (1492) в Испания думата означава или литературен кастилски, като противопоставен на другите диалекти, или общо романски, противопоставен на арабски. (Първият речник и граматика на кастилски го нарича ladino или ladina. В Средните векове думата латински, често се използва в значението просто на език и в частност разбираем език, a latiner или latimer означава преводач.) След изгонването евреите разбират под ladino традиционния устен превод на Библията на кастилски. Чрез разпростиране на значението то започва да означава и изобщо кастилски.
Неформално и особено в Израел, много говорещи използват ладино за обозначаване на езика. Така например той е регулиран от организация, наречена Autoridad Nasionala del Ladino (Национален орган на ладинския език). Но по-стриктно терминът е органичен до стила при превод. В България се среща мнението, че с името шпаньолски език се обозначава народният и говорим език, който има много български елементи, а ладино предствлява по-обработена и чиста реч, която се използва предимно в писмото. Според уебсайта на Солунския еврейски музей:
| „ | Ладински не се говори, а е продукт на буквален дума по дума превод на ивритските или арамейски библейски или литургични текстове, правен от равините в еврейските училища в Испания. В тези преводи отделна ивритска или арамейска дума винаги кореспондира на една и съща испанска дума, освен ако не пречат някакви егзегетични съображения. С други думи ладински е просто иврит облечен в испански или испански с ивритски синтаксис. Известният ладински превод на Библията Biblia de Ferrara (1553), вдъхновява серия испански християнски Библии. | “ |

Така ладино означава този специален стил с многобройни ивритски и арамейски заемки и тенденция за буквално предаване на ивритския словоред (ha-laylah ha-zeh, означаващо тази нощ, е предавано като la noche la esta вместо нормалното испанско esta noche). Към времето на изгонването обаче ежедневният език на евреите на полуострова се различава малко, ако изобщо се различава, от този на християнските им съседи.
Днес ladino е испанско (кастилско) прилагателно, което означава хитър, силно отдалечено от историческото значение.

## История
Ладино е изнесен в Османската империя – Балканите, Северна Африка и Близкия изток след експулсирането на испанските евреи с декрета от Алхамбра в 1492 година.
Контактът между евреите в различните иберейски райони и езици – кастилски, леонски и португалски, води до създаване на единен диалект, който в някои аспекти се отличава от кастилската норма, формираща се паралелно в районите известни днес като Испания. Това смесване се случва още на полуострова и продължава и след изгонването. Езикът в Османската империя е известен като яхудиче – еврейски. В края на XVIII век Фазил бин Тахир Ендруни пише в своето „Зенаннаме“:
| „ | Кастилците говорят еврейски, но не са евреи. | “ |

Близостта и взаимното разбиране между ладино и кастилски подпомага търговията между сефарадите – от Османската империя до Нидерландия и конвертите на Иберийския полуостров.
След изгонването на евреите, предимно от португалски произход, от Холандска Бразилия в 1654 година, ладино-говорещи евреи оказват едно от влиянията върху афророманския креол папиаменто на островите Аруба, Бонайре и Кюрасао.
С времето на ладино се натрупва значителна литература и литургична, и светска. Ранната е огранична до преводи от иврит. В края на XVII век иврит изчезва като инструмент за обучението на равините. Така в XVIII век се появява литература на народния език (ладино), като Me'am Lo'ez и поезия. Към края на XIX век сефарадите в Османската империя учат в училищата на Световния еврейски съюз и езикът за международните им отношения става френски. Така ладино започва да използва френски за неологизми. Появява се нови светски жанрове – над 300 списания, вестници, историческа литература, театър, биографии.
При относителната изолация на много общности, се появяват серия регионални ладински диалекти, много от които с трудно взаимно разбиране, дължащо се на големия брой заемки от местните езици – гръцки, турски, български и сръбски. Това заемане на лексика стига до 30% от лексикалния запас в някои диалекти. Ладинският също повлиява лексикално околните езици: например думата palavra, дума (народен латински = parabola; гръцки = παραβολή) навлиза в турски, гръцки, румънски със значението „шум, глупости“ в турски и румънски и „самохвалство“ в гръцки.
Още в XV век част от испанските евреи емигрират в Османската империя, посрещнати благосклонно от турците. Първоначално се заселват по крайбрежието, в Цариград и Солун, но след това проникват и във вътрешността. Наречието на испанските евреи започва да се говори непрекъснато в градовете на европейската част на Османската империя. Ладинският повлиява и на местните езици, като например някои думи от ладински минават в българския език. Ладинският е общият език в Солун през османската епоха. След 1912 година градът попада в гръцки ръце и въпреки големия пожар, икономическия натиск от гръцките власти и масовото заселване на гърци бежанци, езикът се говори широко в града до депортацията и избиването на 50 000 солунски евреи по време на Холокоста. Според преброяването от 1928 година в Гърция има 62 999 души с майчин език ладински. Числото пада до 53 094 в 1940, но още 21 094 души говорят ладински „понякога“.
Ладинският е езикът и на дьонме ритуалите – например Sabbatai Tsevi esperamos a ti.
От XVII до XIX век ладинският е основният еврейски език в Светите земи, макар местният диалект да е различен от този, говорен в Гърция и Турция. Някои сефарадски семейства са живели в Йерусалим векове и все още пазят ладински. През XX век броят говорещи ладински пада рязко – цели общности са избити в Холокоста, докато мнозинството от останалите носители на езика емигрира в Израел и приема иврит, който е налаган от новата държава. По същото време ладинският привлича вниманието на филолозите, тъй като пази форми и литература, съществуващи отпреди стандартизацията на кастилския.
Създадената в 1909 година Социалистическа работническа федерация защитава ладинския език от ционистите, които налагат иврит и от Световния еврейски съюз, който налага френски език.

## Фонетика
Граматиката на ладинския и речниковото му ядро (около 60% от речника) са в основата си кастилски. Но фонологията на съгласните и част от речника са в някои отношения по-близо до галисийско-португалски или каталонски, отколкото до съвременния кастилски, тъй като те запазват някои средновековни ибероромански характеристики, които кастилският по-късно е загубил. Сравнете например ладинското aninda (все още) с поргугалското ainda (галисийското aínda, астурското aína или enaína) и кастилското aún, или първата съгласна на ладинските fija, favla (дъщеря, говор), португалските filha, fala (галисийските filla, fala, астурските fía, fala, арагонските filla, fabla, каталонското filla), кастилските hija, habla. Това варира понякога в диалектите: в ладински народни песни се срещат и fijo и hijo.
Ладинското произношение на s като ш пред к и в края на определени думи (като seis, шест, произнасяно [seʃ]) също е общо с португалския поргугалски и не с испански. Въпреки това има прилики и със съвременното испанско явление йеисмо: eya [ˈeja] (ладински) and ella [ˈeʝa] (съвременен испански).
Архаичните черти запазени от ладинския са:
- Съвременното испанско z (c преди e или i), произнасяно s или [θ] според диалекта, отговаря на две различни фонеми в староиспанския: ç (c пред e или i), произнасяно ц и z (във всички позиции), произнасяно дз. Тази разлика е запазена в ладински, където двете фонеми се произнасят съответно с и з: korason/coraçon, сърце (съвременен испански corazón) срещу dezir, казвам (съвременен испански decir). (Седилът в буквата ç е измислен в испански, за да представя първата от двете фонеми, но не се използва в съврменния испански).
- Съвременното испанско j, произнасяно [x], отговаря на две различни фонеми в староиспанския: x, произнасяно [ʃ] (българско ш), и j, произнасяно [ʒ] (българско ж). Отново разликата е запазена: basho/baxo, долен (съвременен испански bajo) срещу mujer/muger, жена, съпруга.
- В съвременния испански, употребата на буквите b и v се определя отчасти на базата на по-ранни форми на езика, отчасти на базата на латинската етимология. И двете букви се произнасят като една и съща билабиална фонема, реализирана или като [b] или като [β] според мястото в думата. В староиспанки и ладински изборът е фонетичен: bivir [biˈviɾ], живея (съвременен испански vivir). В ладински v е лабиодентално, а не билабиално.

## Морфология
Ладинският се отличава от другите испански диалекти по следните черти:
- При местоименията ползва tú като второ лице, единствено число, неформално, vos като второ лице, единствено число, формално и vosotros като второ лице множествено число. Usted и ustedes не съществуват.
- При глаголите претеритът показва, че дадено действие, предприето в миналото е и завършено в миналото. Това е противоположно на имперфекта, който се отнася до всяко продължително, обичайно, незавършено или повтаряемо действие в миналото. Така Вчера ядох фалафел, ще е с претерита komí, докато Когато живеех в Измир, бягах по пет мили сутрин, ще е с имперфекта koría. Макар част от морфологията да се е променила, употребата е като в стандартния кастилски.

Правилно спрежение в презенс:
|            | -ar глаголи (avlar „говоря“) | -er глаголи (komer „ям“) и -ir глаголи (bivir „живея“) |
| ---------- | ---------------------------- | ------------------------------------------------------ |
| yo         | -o (avlo)                    | -o (komo) (bivo)                                       |
| tu         | -as (avlas)                  | -es (komes) (bives)                                    |
| el, eya    | -a (avla)                    | -e (kome) (bive)                                       |
| mozotros   | -amos (avlamos)              | -emos (komemos), -imos (bivimos)                       |
| vozotros   | -ásh (avlásh)                | -ésh (komésh),-ísh (bivísh)                            |
| eyos, eyas | -an (avlan)                  | -en (komen) (biven)                                    |

Правилно спрежение в претерит:
|            | -ar глаголи (avlar) | -er глаголи (komer) и -ir глаголи (bivir) |
| ---------- | ------------------- | ----------------------------------------- |
| yo         | -í (avlí)           | -í (komí) (biví)                          |
| tu         | -ates (avlates)     | -ites (komites) (bivites)                 |
| el, eya    | -ó (avló)           | -yó (komyó) (bivyó)                       |
| mozotros   | -imos (avlimos)     | -imos (komimos) (bivimos)                 |
| vozotros   | -atesh (avlatesh)   | -itesh (komitesh) (bivitesh)              |
| eyos, eyas | -aron (avlaron)     | -yeron (komyeron) (bivyeron)              |

## Правопис
Използвани или предлагани са следните системи за писане на ладински:
- Традиционно, особено в религиозни ладински текстове, ладинският се изписва с еврейска писменост (особено с Раши шрифт), практика, която е много разпространена, дори може би универсална до XIX век (и наричана алхамядо, по аналогия с еквивалентната употреба на арабския абджад). Това понякога е практика и днес, особено в религиозна употреба. За всекидневните записи се използва солитрео – полукурсивен шрифт, подобен на Раши, променящ се към квадратни букви за ивритските и арамейските думи. Солитрео е ясно различаващ се от ашкеназкото еврейско ръкописно писмо, използвано днес в Израел, макар то също да е свързано с Раши.
- Гръцката азбука и Кирилицата са използвани в миналото,[15] но това е рядко и не същестува днес.
- В Турция, ладински най-често се пише с турския вариант на латиницата. Това може би е най-разпространената употреба днес, тъй като след избиването на сефарадските общности на Балканите и в Източна Европа по време на Холокоста, най-многобройни от говорещите ладински остават турските евреи. Но ладинската страница на турския еврейски вестник „Шалом“ днес използва израелската система.
- Израелският Национален орган на ладинския език поддържа фонетична транскрипция на латиница от традиционното ивритско изписване и не прави отстъпки в посока на испанския правопис, която използва в изданието си Аки Йерушалаим. Песните Non komo muestro Dio и Por una ninya, по-долу, и текстът в параграф Примери, са написани с употребата на тази система.
- Публикациите в Испания обикновено използват стандатния правопис на съвременния кастилски, за да са по-лесни за четене от съвременните испанци.[16] Тези издания често използват диакритични знаци, за да покажат къде ладинското произношение се различава от днешното испанско.
- Най-консервативното и малко популярно е предложението на някои, включително Пабло Карвахал Валдес, ладинският да използва правописа, използван по времето на изгонването от Испания (1492). Тази система е използвана в транскпипцията на песента Adio querida. Quando el melekh Nimrod е смесица от тази и израелската система.

### Аргументи за и против правописа от 1492
Кастилският правопис към края на XV век е стандартизиран и по-късно чрез серия от правописни реформи (последната в XVIII век) се превръща в съвременния испански правопис. Ладинският пази част от произношенията, които по-късно стават архаични в стандартния кастилски. Така приемането на кастилския правопис от XV век (сходен със съвременния португалски правопис) ще пасне добре на ладинското произношение.
- Старият правопис ще отрази
  - /s/ (оригинално /ts/) – c (пред e и i) и ç (седил), caça,
  - /s/ – ss, като в passo, и
  - /ʃ/ – x, като в dixo.
- Буквата j ще бъде запазена, но само в положения като mujer, където произношението на ладински е /ʒ/.
- Изписването на /z/ (първоначално /dz/) като z ще бъде възстановено в думи като fazer и dezir.
- Разликата между b и v ще се прави фонетично, като в староиспански, а не според латинската етимология като в съвременния испански. Например испанското debe, отразяващо латинското debet, ще се върне към староиспанския спелинг deve.

Някои стари изписвания могат да се възстановят от исторически интерес, а не защото отразяват ладинската фонетика:
- Старите диграфи ch, ph и th (днес c/qu – /k/, f – /f/ and t – /t/ в стандартен кастилски), премахнати формално в 1803 година, ще бъдат използвани в думи като orthographía, theología.
- Латинското/староиспанско q в думи като quando, quanto и qual (съвременен испански cuando, cuanto и cual) също ще се използва.

Не е ясно как ще се третират звуци, които староиспанският спелинг не отразява.
- s между гласни, като в casa, вероятно е произнасяно /z/ в староиспански и е произнасяно така в ладински. Същото важи за s пред m, d и други звучни съгласни като в mesmo или desde. Вариантите за изписване са s и z.
- Ладинското произношение на s като /ʃ/ пред /k/ като в buscar, cosquillas, mascar и pescar, или в окончанията is като в séis, favláis и sois, вероятно е под португалско влияние. Не е ясно дали е съществувало в староиспански. Вариантите за изписване са s и x.
- Съществува спор за испанското ll, което в ладинския, подобно на по-голямата част от Испания, се произнася y. Според староиспанския правопис то трябва да е ll, но често се пише y, което отразява ивритското изписване. Консервативният вариант е да се следва етимологията: caballero, но Mayorca.[17]
- При тази система не е ясно как ще се предават заемките от иврит и други езици.

## Образование
Подобно на идиш ладинският се радва на леко възраждане на интереса в колежи в САЩ и Израел. Но при етническата демография на американските евреи, повечето институции предлагат курсове по идиш, а не по ладински. Днес Пенсилванският университет и Университетът Тъфтс предлагат курсове по ладински в САЩ. Извън САЩ Еврейският университет в Йерусалим също предлага курсове по ладински.

## Примери

### Сравнение с други езици
Ладински
El djudeo-espanyol, djudio, djudezmo o ladino es la lingua favlada por los sefardim, djudios ekspulsados de la Espanya enel 1492. Es una lingua derivada del espanyol i favlada por 150.000 personas en komunitas en Israel, la Turkia, antika Yugoslavia, la Gresia, el Maruekos, Mayorka, las Amerikas, entre munchos otros.

Кастилски
El judeo-español, djudio, djudezmo o ladino es la lengua hablada por los sefardíes, judíos expulsados de España en 1492. Es una lengua derivada del español y hablada por 150.000 personas en comunidades en Israel, Turquía, la antigua Yugoslavia, Grecia, Marruecos, Mallorca, las Américas, entre muchos otros.

Каталонски
El judeocastellà, djudiu, djudezmo o ladino és la llengua parlada pels sefardites, jueus expulsats d'Espanya al 1492. És una llengua derivada de l'espanyol i parlada per 150.000 persones en comunitats a Israel, Turquia, antiga Iugoslàvia, Grècia, el Marroc, Mallorca, les Amèriques, entre moltes altres.

Астурски
El xudeoespañol, djudio, djudezmo o ladino ye la llingua falada polos sefardinos, xudíos expulsados d'España en 1492. Ye una llingua derivada del español y falada por 150.000 persones en comunidaes n'Israel, Turquía, na antigua Yugoslavia, Grecia, Marruecos, Mayorca, nes Amériques, entre munchos otros.

Галисийски
O xudeo-español, djudio, djudezmo ou ladino é a lingua falada polos sefardís, xudeos expulsados de España en 1492. É unha lingua derivada do español e falada por 150.000 persoas en comunidades en Israel, en Turquía, na antiga Iugoslavia, Grecia, Marrocos, Maiorca, nas Américas, entre moitos outros.

Португалски
O judeo-espanhol, djudio, djudezmo ou ladino é a língua falada pelos sefarditas, judeus expulsos da Espanha em 1492. É uma língua derivada do espanhol e falada por 150.000 pessoas em comunidades em Israel, na Turquia, na antiga Iugoslávia, Grécia, Marrocos, Maiorca, nas Américas, entre muitos outros.

Български
Юдео-испански, джудио, юдезмо или ладински е език говорен от сефарадските евреи, изгонени от Испания в 1492. Той е език, произхождащ от испански и говорен от 150 000 души в общности в Израел, Турция и бивша Югославия, Гърция, Мароко, Майорка, Америките, между много други.

### Песни
Фолклористите събират романси и други народни песни, някои датиращи от времето преди изгонването. Много религиозни песни на ладински са преводи от иврит, обикновено с друга мелодия. Например Еин Келохейну изглежда така на ладински:
Non komo muestro Dio,
Non komo muestro Sinyor,
Non komo muestro Rey,
Non komo muestro Salvador.
т.н.
Други песни са свързани със светски теми като любовта.
Adio, kerida
| Tu madre kuando te pario Y te kito al mundo, Korason ella no te dio Para amar segundo. Korason ella no te dió Para amar segundo. Adio, Adio Querida, No kero la vida, Me l'amargates tu. Adio, Adio kerida, No kero la vida, Me l'amargates tu. | Va, bushkate otro amor, Aharva otras puertas, Aspera otro ardor, Ke para mi sos muerta. Aspera otro ardor, Ke para mi sos muerta. Adio, Adio kerida, No kero la vida, Me l'amargates tu. Adio, Adio kerida, No kero la vida, Me l'amargates tú. |

| Por una Ninya | Per una Ninya (Староиспански) | За едно момиче (Превод)                                                                          |
| Por una ninya tan fermoza l'alma yo la vo a dar un kuchilyo de dos kortes en el korason entro.                                                                        | Per una ninya tan fermoça l'aima io la voi a dare un cuiçilo de duos cortes in il coraçon intro.                                                                    | За едно момиче така красиво аз ще дам душата си една кама прониза сърцето ми.                    |
| No me mires ke'stó kantando es lyorar ke kero yo los mis males son muy grandes no los puedo somportar.                                                                | No mi mirares que istoi catando is lorar que quero io les mies males soni muelt grandes no los puoso soportar.                                                      | Не ме гледай, че пея, да плача е, което искам моите мъки са много големи не мога да ги издържам. |
| No te lo kontengas tu, fijika, ke sos blanka komo'l simit, ay morenas en el mundo ke kemaron Selanik.                                                                 | No te lo contengas tu, filia que sos blanca come'l pane, ay morenaças in el mondo que quemaron Selanizia.                                                           | Не се сдържай ти, момиче, защото си бяла като хляб, има брюнетки по света, които изгориха Солун. |
| | |                                                                                                  |
| Quando el Rey Nimrod (адаптация) | Когато цар Нимрод (превод) |                                                                                                  |
| Quando el Rey Nimrod al campo salía mirava en el cielo y en la estrellería vido una luz santa en la judería que havía de nascer Abraham Avinu.                        | Когато цар Нимрод излизаше на полето Той гледаше небето и звездите Той видя свещена светлина в еврейския квартал Че Авраам, нашият баща, трябва да се е родил.      |                                                                                                  |
| Abraham Avinu, Padre querido Padre barukh, la luz de Yisrael. | Аврам Авину, скъпи татко Блажени Отче, светлина на Израел. |                                                                                                  |
| Luego a las comadres encomendava que toda mujer que preñada quedasse si no pariera al punto, la matasse que havía de nascer Abraham Avinu.                            | По-късно на акушерките каза Че всяка бременна жена Която не роди веднага, ще бъде убита Защото Авраам, нашият отец, ще се роди.                                     |                                                                                                  |
| Abraham Avinu, Padre querido Padre barukh, luz de Yisrael. ' | Аврам Авину, скъпи татко Блажени Отче, светлина на Израел. |                                                                                                  |
| La mujer de Terach quedó preñada y de día en día le preguntava ¿De qué teneix la cara tan demudada? ella ya sabía el bien qué tenía.                                  | Жената на Терах беше бременна и всеки ден той я питаше Защо изгреждаш така разсеяна? Тя вече добре знаеше какво има.                                                |                                                                                                  |
| Abraham Avinu, padre querido Padre barukh, luz de Yisrael. | Аврам Авину, скъпи татко Блажени Отче, светлина на Израел. |                                                                                                  |
| En fin de nueve meses parir quería iva caminando por campos y viñas, a su marido tal ni le descubría topó una meara, allí lo pariría                                  | След девет месеца тя искаше да роди Тя ходеше през полята и лозята Съпруга си така и не откри Намери един обор, там ще го роди.                                     |                                                                                                  |
| Abraham Avinu, Padre querido Padre barukh, luz de Yisrael. | Аврам Авину, скъпи татко Блажени Отче, светлина на Израел. |                                                                                                  |
| En aquella hora el nascido fablava „Andávos mi madre, de la meara yo ya topo quen me alexasse mandará del cielo ken me acompañará porque só criado de El Dio Barukh.“ | В онзи час новороденото говореше 'Излез от обора, майко Ще намеря кой да ме изнесе Ще изпрати от небето, който ще ме придружи Защото аз съм слуга на Блажения Бог.' |                                                                                                  |
| Abraham Avinu, Padre querido Padre barukh, luz de Yisrael | Аврам Авину, скъпи татко Блажени Отче, светлина на Израел. |                                                                                                  |